# Euophrys uralensis
Euophrys uralensis là một loài nhện trong họ Salticidae.
Loài này thuộc chi Euophrys. Euophrys uralensis được Dmitri Viktorovich Logunov, Cutler & Yuri M. Marusik miêu tả năm 1993.